# Nuovo Medioevo
Nuovo Medioevo è un libro del filosofo russo Nikolaj Aleksandrovič Berdjaev, esponente della corrente dell'Esistenzialismo cristiano. Pubblicato per la prima volta a Berlino nel 1923, è stato tradotto in italiano ed edito in Italia da Fazi Editore nel 2000.

## Fine del Rinascimento
La civiltà moderna, per Berdjaev, è "un'impresa che ha fallito": lo straordinario evento creativo che è stato il Rinascimento italiano, nel XV e nel XVI secolo, è andato inesorabilmente esaurendosi, e la modernità, che era stata concepita in quel periodo, ha mancato alla sua promessa di "liberare" l'uomo.
L'esperienza creativa del Rinascimento era stata possibile solo grazie allo straordinario accumulo spirituale reso possibile dal Medioevo cristiano. La fioritura artistica rinascimentale è stata infatti il prodotto dell'incontro tra le energie spirituali medievali e la "scoperta delle forze dell'uomo e del loro libero gioco" avvenuta con l'umanesimo. Ma "spezzando i legami [dell'uomo] col centro spirituale dell'esistenza", il Rinascimento conteneva in sé i germi della propria fine. È questa infatti "la distruttiva contraddizione dell'umanesimo": da un lato l'esaltazione delle illimitate capacità dell'uomo, dall'altro il riconoscerlo su un piano esclusivamente naturale, essere tra gli esseri, finito, privo della specificità che gli veniva dalla somiglianza divina.
L'uomo si trova dunque, nel XX secolo, di fronte alla sua più grave crisi spirituale, incatenato a forze più grandi di lui, che lungi dal liberarlo lo hanno "debilitato" e reso schiavo. L'umanesimo rinascimentale, le teorie progressiste del positivismo ottocentesco, tutte le filosofie che esprimevano fiducia nei confronti dell'avvenire "e nelle forze autonome che sostenevano l'uomo", sono di fronte al proprio stesso fallimento. "L'uomo moderno - incalza Berdjaev - è prostrato nelle sue energie e con la fede a pezzi (...), minacciato dal pericolo di perdere per sempre il nucleo della propria personalità".

## Il Nuovo Medioevo
Mentre la "luce diurna" della modernità va spegnendosi, e categorie concettuali quali "progresso" e "reazione" perdono di ogni significato, l'uomo si avventura dunque dentro una nuova epoca, caratterizzata metaforicamente dall'oscurità notturna. Berdjaev non teme di essere chiamato "oscurantista": non è detto che la notte sia peggiore del giorno, anzi. Il "Nuovo Medioevo" berdjaeviano è la condizione che fatalmente dovrà seguire alla sconfitta della modernità: un'epoca che non ignorerà le conquiste "eretiche" dell'umanesimo, la sua scommessa, per quanto perduta, sulla libertà dell'uomo. Quella che propone il filosofo, insomma, non è una sterile ripetizione di un tempo andato, che sarebbe peraltro impossibile.
No, il Nuovo Medioevo avrà qualcosa di unico e originale. La lotta tra Bene e Male si farà più intensa, e i termini saranno più chiari. La rivoluzione russa è una tappa fondamentale di questo processo di chiarificazione, e, seppure in negativo, i bolscevichi sono davvero "uomini del Nuovo Medioevo". Essi indicano infatti che "non esiste neutralità religiosa, pura assenza di religione; alla religione del Dio vivente si oppone la religione del Diavolo; alla religione del Cristo, la religione dell'Anticristo. Il comunismo, con la sua società sacrale, che esige dagli uomini la sottomissione al Diavolo, è il primo grande segno del Nuovo Medioevo.
Ecco dunque la caratteristica fondante del Nuovo Medioevo: non la vittoria del Bene o del Male, non una prospettiva di ri-evangelizzazione "positiva" dell'umanità, o viceversa di sconfitta definitiva dell'esperienza cristiana; ma il passaggio da termini di riferimento "laici", secolari, a termini di riferimento "religiosi": "in questa epoca - sostiene Berdjaev - tutti gli aspetti della vita andranno a collocarsi sotto il segno della lotta religiosa, esprimeranno principi religiosi estremi".